# キム・スヒョン (1988年生の俳優)
キム・スヒョン （金秀賢、김수현、1988年2月16日 - ）は、韓国の男性俳優、モデル、歌手。韓国・ソウル特別市出身。身長180cm、体重68kg GOLDMEDALIST所属。

## 概要
2007年オーディションを通してMBCのシットコムドラマ『キムチ・チーズ・スマイル』の水泳部員役を任され、芸能界にデビューした。
2009年コ・スの子供時代の役を演じたSBSドラマ『クリスマスに雪は降るの?』に出演。
2010年SBSドラマ『ジャイアント』で存在感を知られ始め、2011年ペ・ヨンジュン企画のKBSドラマ『ドリームハイ』 で一躍注目を浴び、2012年、2番目の主演ドラマMBC『太陽を抱く月』では、韓国で視聴率が40%を超えた。記録的な視聴率を獲得し一躍その名を広めた。日本では『太陽を抱く月』というタイトルで、2013年1月20日より、NHK BSプレミアムで放映された。
初出演映画2012年『10人の泥棒たち』は韓国で1300万人を超える記録的動員数を獲得し、翌 2013年『シークレット・ミッション』も大ヒットとなり、演技派俳優として名実共にまさにトップスターの座を獲得した。
2013年 SBSドラマ『星から来たあなた』も女優（チョン・ジヒョン）との息の合った演技に注目が集まりその年のNo1ドラマの呼び声が高く、アジア各国でも不動の人気を誇る。。
2015年には『プロデューサー』に出演。2017年６月に封切られた『リアル』を最後に、2017年10月23日から現役で陸軍に入隊。2019年7月1日に除隊後、2020年『サイコだけど大丈夫』主演として復帰し、変わらぬ卓越した演技力で活動中である。
趣味としては、写真・ボウリング・バドミントン・歌・クライミング・スキューバダイビングなどを挙げている。

## 生い立ち
キム・スヒョンは1988年2月16日、ソウル特別市で生まれた。中学校時代には、とても静かで消極的な学生だったので、周辺は後に彼が演技者になるとは思わなかったという。そんな中彼の母親は、内向的な息子の性格をとても心配して、後に高校に進学した頃に「弁論学院にでも通ってみたら？」と誘ってみたが、本人は勇気を出すことができず、「それなら、演劇でもしてみる？」という母親のもう一つの提案から始めてみた演劇が、彼の性格を少しずつ変えていくことになった。高校3年生の時の担任教師は、当時のキム・スヒョンに対して、「学校に台本を持ってきて、授業の合間に台詞を暗記したり発声練習をしたりしていた。そんな姿を見て、スヒョンが演技者の道を歩むとしても遜色がないと思った。」と言及している。2003年、中東高等学校に入学し、高校1年生の時に、演劇『真夏の夜の夢』のパック役で公演舞台への第一歩を踏み出し、大学時代にはミュージカル『グリース』でケニッキー役と、『ハムレット』でハムレット役を任され公演した。2009年、一般選考で中央大学校芸術大学演劇映画学科に入学した。

## 経歴

### 2007年〜2010年: 初期の経歴
- 2007年7月末から放送された、MBCシットコム『キムチチーズスマイル』で水泳部員キム・スヒョン役で芸能界に正式にデビューした[3]。以後、音楽チャンネルKMTV『少年少女歌謡白書』で、KARAの前メンバー、ハン・スンヨンと共同MCをし[4]、KBS2『ハッピーサンデー』にもレギュラー出演した。
- 2008年、KBS1特集青少年ドラマ『ジャングルフィッシュ』を通して、初めて主演を任されたが、製作発表会現場では、「思っていた通りの演技ができずに残念な気持ちが大きい。」と、話ができないほど涙を見せる事もあった[5]。同じ年、短編映画『チェリーブラッサム』に出演した。
- 2009年、短編映画『最悪の友達』に出演。チョン・ソミンと共演した[6]。この作品は第8回ミジャンセン短編映画祭で、社会ドラマ部門で最高作品賞を受賞した。同年SBS2部作特集劇『父の家』では、チェ・ミンスと共演をした。この作品は、放送通信委員会が選定する「今月の良いプログラム」と、中国上海で開かれた、第16回上海TVフェスティバルに招待されるという成果があった。[7][8]
- 2010年1月、キム・スヒョンは、キーイーストとマネージメント専属契約を結んだ。彼は、SBSドラマ『クリスマスに雪は降るの?』と『ジャイアント』で、主人公の幼少時代の子役として演技し、年末のSBS演技大賞で、ニュースター賞を受賞した。[9][10]

### 2011年:『ドリームハイ』次世代のスターとして登壇
- 2011年、ペ・ヨンジュンとパク・ジニョンが共同企画・製作した『ドリームハイ』に出演し、小さい頃から牧場の主人を夢見ていたが、女性主人公コ・ヘミ（ペ・スジ）と出会い一目で恋に落ち、キリン芸術高校に進学するようになり、天才的な音楽の才能を発見しスターに登りつめるソン・サムドン役で、優れた演技力と歌唱力を認められ次世代のスターと位置づけられる[11]。ドラマの中で彼が歌った「ドリーミング」は、ドラマの主人公達が夢に向かっていく挑戦と希望の歌として、ポップバラード曲で良い反応があり、Mカウントダウンと、ドリームコンサートに出演し、スペシャル舞台に立つようになった。KBS演技大賞では、新人賞・ベストカップル賞・人気賞を受賞した[12]。次の年に放送された『ドリームハイ2』にも特別出演した。[13]
- 4月、日本のマネジメント会社・デジタルアドベンチャーと専属契約を締結[14]。

### 2012年：『太陽を抱く月』と『10人の泥棒たち』スクリーンデビュー

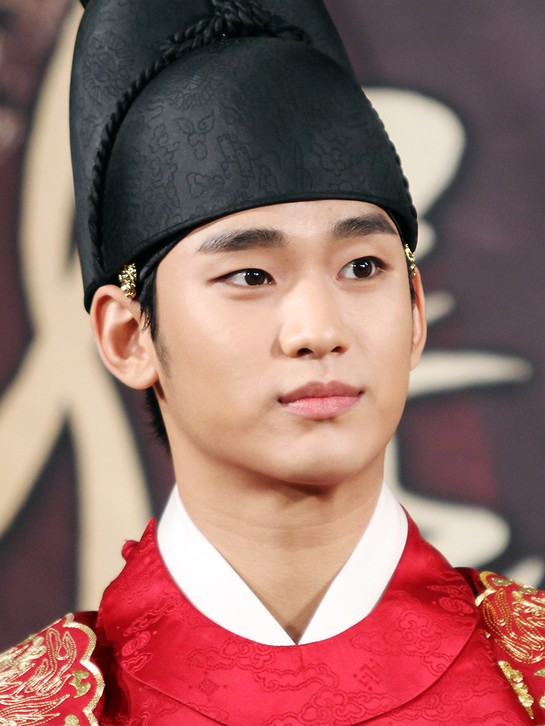
2012年 《太陽を抱く月》 製作発表会でのキム・スヒョン.

- 2012年MBCファンタジー時代劇『太陽を抱く月』で、仮想の王、イ・フォン役を演技した。この作品の視聴率は40%を超える大ヒットとなり、キム・スヒョンは一躍、大勢20代俳優として登壇した[15]。劇中で歌った「あなた一人」は、主人公の懇切な愛を歌った曲で、オンライン音源サイトに公開されると上位圏を記録した[16]。百想芸術大賞ではTV部門最優秀演技賞を受賞、年末のMBC演技大賞では、最優秀演技賞と人気賞を受賞した[17]。
- 同じ年、韓国版『オーシャンズ11』と呼ばれる、チェ・ドンフン監督の映画『10人の泥棒たち』で、末っ子の泥棒ザンパノ役を演じ、第33回青龍映画賞で、人気スター賞を受賞した。この映画は、一点の失敗も許さない5人の泥棒達が昔のボスであるマカオ・パクから提案を受け、中国の4人組の泥棒たちと一緒にマカオのカジノに隠されている稀代のダイヤモンド「太陽の涙」を盗むという内容で、韓国歴代6番目に1000万観客を突破した。[18][19]

### 2013年〜2016年:『シークレット・ミッション』、『星から来たあなた』、韓流スターとして位置づけられる

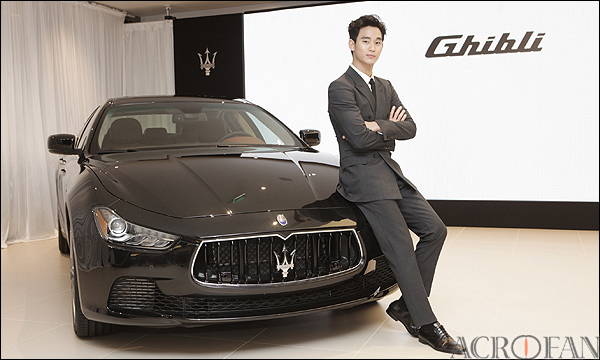
2013年マセラティ・ギブリ広報大使として委託を受けたキム・スヒョン.

- 2013年、北朝鮮から送られたスパイのウェブトゥーンを映画化した『シークレット・ミッション』では、北朝鮮のエリートスパイウォン・リュファン役で、身分を隠して田舎町でバカのふりをする演技で、イ・ヒョヌ、パク・ギウンと共演した。この作品は、近隣の平凡な若者を装いソウルのある田舎町に隠れて暮らす、北朝鮮の美しい三人のスパイが織り成すストーリーを描いた内容で、700万人を超える観客を動員し大興行となった。キム・スヒョンは大鐘賞と百想芸術大賞で、新人男優賞を受賞した。[20][21]
- 2013年12月から2014年2月まで放映された、SBSファンタジーロマンスドラマ『星から来たあなた』で、400年間地球で生きてきた宇宙人であり、大学講師のト・ミンジュン役を演じた。このドラマは、400年前に朝鮮に来てから現在まで生きてきた、完璧な外見と能力を持つ宇宙人の男性ト・ミンジュンと、それとは正反対の自由奔放な女優チョン・ソンイのラブロマンスを描き、キム・スヒョンはチョン・ジヒョンと映画『10人の泥棒たち』に続いてもう一度演技呼吸を合わせた[22]。最高視聴率は28%を記録し、韓国のみならず中国など、アジア・海外でも大きな人気を集め[23]、キム・スヒョンもドラマの人気と共に、最高の韓流スターの隊列に登場することになった[24]。2014年、コリアドラマアワードでは大賞・韓流スター賞を受賞、年末のSBS演技大賞では、男性最優秀演技賞・10大スター賞・ネチズン人気賞・ベストカップル賞など、4部門での受賞という栄誉を受けた。[25]
- キム・スヒョンの連続した興行の成功に対して、ドラマ評論家のキム・ソンヨンは、「既存の20代俳優たちが財閥の2世などのキャラクターに限定された特有の、明るく健康的なイメージで勝負する反面、キム・スヒョンは子役のときから、暗く真剣な役割を主として受け持ち、成熟した演技力で差別性を見せてきた。声と発声がよく、強力な眼差しなど、自分だけの長所を時代劇を通して表しながら、中高年層にもはっきりと印象付け、そのおかげで『全国区スター』として成長した。」と分析している[26]。『怪しい彼女』のファン・ドンヒョク監督は、「キム・スヒョンが出てくる場面（一部カメオ出演）を半日だけ撮影したが、幼稚園の小さい子供からおばあさんまでが撮影現場に集まって来るのを見て、多様な年齢層に渡って彼のスター性を実感した。」と言及している。また、映画社ミョン・フィルムのシム・ジェミョン代表は、「20代の演技者の中で、カリスマ性と演技力の面で、断然優れている。ハン・ソッキュやシン・ソンイルのように、一世を風靡する顕著な俳優になる可能性がある。」と評価した。

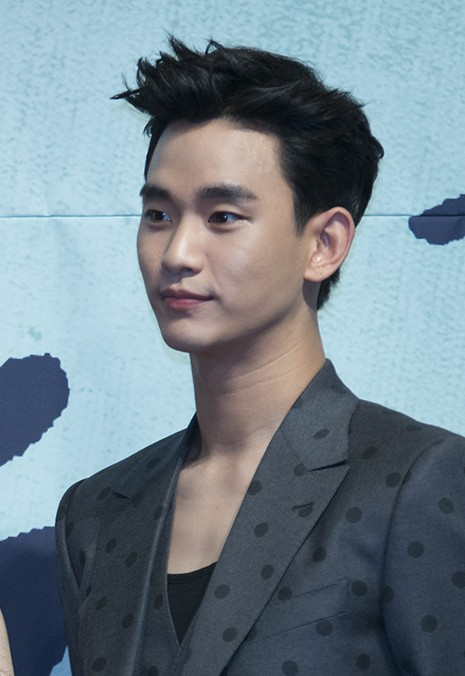
2015年.《プロデューサー》製作発表会でのキム・スヒョン

- 2015年、KBS芸能ドラマ『プロデューサー』で、ソウル大学法学部出身の新人PDペク・スンチャン役を演じた。このドラマはパク・ジウン作家とソ・スミンPDが作業を共にして話題となった作品で、芸能局の中で起こる様々な出来事を描いており、チャ・テヒョン、コン・ヒョジン、IUが共演した[27]。彼は『星から来たあなた』の作家パク・ジウンと再び息を合わせた。最高視聴率は17.7%を記録し、多くの視聴者の愛を受け、視聴率と話題性、海外輸出など、多様な方面で大きな成果を挙げた[28]。キム・スヒョンは、APAN STAR AWARDS、コリアドラマアワードで、各々大賞を受賞、さらにKBS演技大賞では、ネチズン賞・ベストカップル賞・大賞を受賞した。[29][30]
- 2015年11月には、中国上海東方TVが調査した「中国芸能界で最も影響力がある人物」を尋ねる設問で、トップ5に外国人としては唯一選定された[31]。それによって、キム・スヒョンは個人のブランドパワーを認められ、2015年国家ブランド大賞文化部門受賞者として選ばれた。[32]

### 2017年〜:4年ぶりに映画カムバック、軍入隊

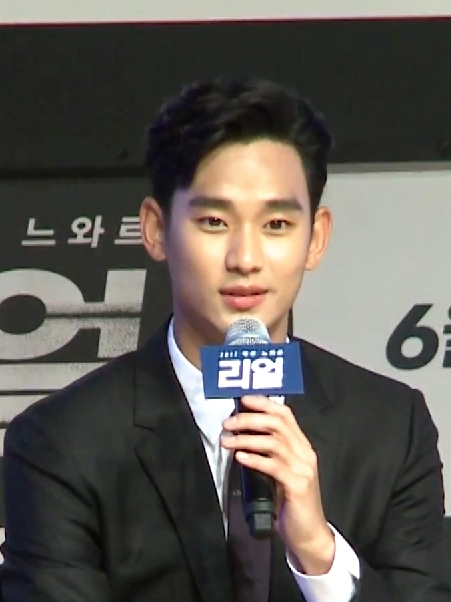
2017年 5月 《リアル》言論配給試写会でのキム・スヒョン

- 2015年4月、キム・スヒョンは映画『シークレット・ミッション』以後4年ぶりのスクリーン復帰となる、アクションスリラー映画『リアル』にキャスティングされた。この作品では、華麗な都市の中で闇の世界の依頼に対して常に綺麗に処理し常勝疾走してきた解決師であり、カジノホテルを建設し都市を制覇しようとする野望を持った男チャン・テヨン役を引き受け一人四役を消化しつつ、既存の役では見られなかった線の太い演技を見せた。2017年6月28日封切りされた。[33][34][35]この作品はキム・スヒョンが出演するという事実だけでも、2017年最高の期待作の一つになると数えられたが、累積観客数は47万余名の結果となるなど、やや難解な内容により韓国内では好評を得ることはできなかった。[36][37]日本では2018年4月14日から公開された。[38]　様々な反応はあったものの、キム・スヒョン自身はこの映画を「20代を締めくくる代表作」として自分の全てを出し切ったと表現している。やや難解な内容に対しても「6回見て初めて分かる。」などとインタビューで話したこともあり、台湾・日本での公開時にも数多くのファン達が何度も劇場に足を運んだ。[39][40]
- キム・スヒョンは2016年12月19日、去る2010年1月から7年間共にして来た所属事務所キーイーストと再契約を締結したと発表した。[41][42] また、2017年9月28日、所属事務所 キーイーストは、公式報道資料を通して、「キム・スヒョン氏が、 来る10月23日、軍隊に入隊することになりました。」と明らかにした。[43] 20歳の時に兵役のための最初の身体検査で現役判定を受けることができず、幼い時から患っていた心臓疾患によって代替服務に該当する4級判定を受けたが、以後5年間、健康管理をした後に再検査を申請し、1級の判定を受けたと知らされた。[44]　予定通り10月23日午後、京畿道坡州（パジュ）市に位置した新兵教育隊に入所した。本人の強い希望により特別な公式行事は行わず静かに入隊した。[45][46]11月29日には5週間の基礎軍事訓練を終えて、第一師団捜索大隊（北朝鮮と軍事境界線にあたる非武装地帯で警戒任務などを行う部隊）に配属された。訓練期間中には訓練兵として模範となり、師団長から優秀賞（四等）を受賞した。[47][48]

### 2019年〜現在:軍除隊からの歩み
- 除隊は当初2019年7月22日の予定だったが、｢国防改革2.0」を通して軍服務期間の短縮恩恵を受けるようになり、2017年10月23日に入隊したキム・スヒョンは服務期間が21日短縮され、2019年7月1日に除隊となった。[49]　除隊式は部隊内で非公開で行われ、部隊や周辺住民に被害を与えないために臨津閣の平和の鐘の前で除隊の挨拶をした。キム・スヒョンは、1師団捜索大隊の中でもトップチーム及び特急戦士に選ばれ、一等兵から上等兵、上等兵から兵長への進級をそれぞれ1ヶ月ずつ短縮させるほど、誰よりも模範的な軍生活を過ごしたと知られている。復帰後の作品については、「今年の上半期には決まったものはなく、来年から頑張って挨拶をすることになるだろう。」と語った。[50][51][52]
- 2019年12月31日をもって、新人時代から10年間共にしてきたキーイーストとの専属契約を終了し、2020年1月1日からは、新生エンターテイメント社、GOLDMEDALISTと専属契約を結び活動を開始した。[53][54] [55][56][57]
- 除隊後の作品活動としては、2019年9月1日に終了したtvN土日ドラマ『ホテルデルーナ』では、最終回にホテルブルームーンの新社長として、2020年1月には同じtvN土日ドラマ『愛の不時着』第10話エピローグに特別出演をし、どちらも良い評価を受けた。[58][59][60] そして、2020年6月20日から放送のtvNドラマ『サイコだけど大丈夫』で主役として本格的にドラマ復帰を果たした。[61]この作品はnetflixを通して190ヶ国でも同時配信され、アジアをはじめ世界的にも大変好評を受けた。[62][63][64]2021年次回作としては、2008年にイギリスBBCで放送されたドラマ『クリミナル・ジャスティス』のリメイク版『ある日』を確定し、2021年11月27日からクーパンプレイを通して配信され、大きな話題となった。[65][66]2024年3月9日から放映されている、3年ぶりに復帰した作品『涙の女王』では、離婚の危機を乗り越える既婚者役に初挑戦。繊細な演技力で大きな話題となり、視聴率は最終話にて『愛の不時着』を超えるtvN史上一番の視聴率を記録した。

## 個人生活

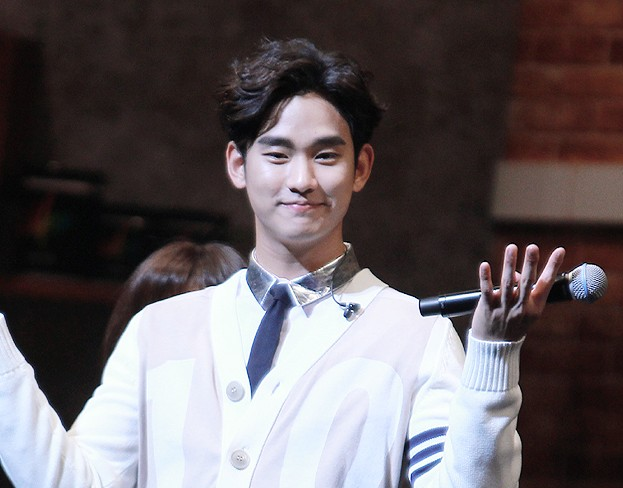
2014年 5月 18日 日本　横浜ファンミーティングでのキム・スヒョン.

キム・スヒョンは、平素趣味生活としてボウリングを楽しんでいる。2016年には、バンドFTISLANDのイ・ホンギとプロボウラー選抜戦に参加して、話題となった。1次戦は通過したものの、2次戦では脱落した。プロボウラーに再挑戦する意思があると言っているが、急いで考えているのではなく、機会があればまた挑戦したいと考えている、と明らかにしている。2017年の言論社とのインタビューでは、彼はボウリングが演技の助けになるとし、「ボウリングは一人で集中することができるスポーツなので魅力を感じる。ボウリングをする時は、どれだけ自分自身の中にだけ集中できるかが重要だ。それが現場においても続くとすれば、どれだけ自分自身を信じることができるかという事につながる。だから、周りの人達にボウリングを薦めて歩いている。」と話している。
30代後半に入る現在は、登山・ゴルフ・サイクリングなども楽しんでいるという。

## 出演

### 演劇
| 年度   | 作品名                 | 役名       |
| ------ | ---------------------- | ---------- |
| 2003年 | 真夏の夜の夢           | パック     |
| 2009年 | グリース(ミュージカル) | ケニッキー |
| 2009年 | ハムレット             | ハムレット |

### 映画
| 公開年 | 作品名                       | 役名                                    | 参考   |
| ------ | ---------------------------- | --------------------------------------- | ------ |
| 2008年 | チェリーブラッサム(短編映画) | ハン・ヒョンジュン                      |        |
| 2009年 | 最悪の友達(短編映画)         | チュンギ                                | [ 71 ] |
| 2012年 | 10人の泥棒たち               | ザンパノ                                | [ 72 ] |
| 2013年 | シークレット・ミッション     | ウォン・リュファン/パン・ドング（主演） | [ 73 ] |
| 2014年 | 怪しい彼女                   | 若返ったパク氏 (カメオ出演)             |        |
| 2017年 | リアル                       | チャン・テヨン（主演）                  | [ 74 ] |

### テレビドラマ

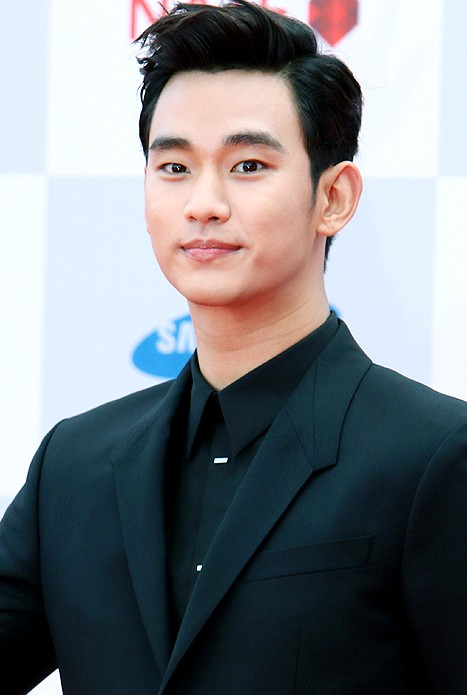
2014年 9月 4日 ソウルドラマアワーズでのキム・スヒョン

| 放送年 | 放送局       | 作品名                               | 役名                                              | 参考   |
| ------ | ------------ | ------------------------------------ | ------------------------------------------------- | ------ |
| 2007年 | MBC          | キムチ・チーズ・スマイル             | キム・スヒョン                                    |        |
| 2008年 | KBS2         | ジャングル・フィッシュ               | ハン・ジェタ                                      |        |
| 2009年 | OBS          | 7年後 愛                             | チョンジェ                                        |        |
| 2009年 | SBS          | クリスマスに雪は降るの?              | チャ・ガンジン（少年時代）                        | [ 75 ] |
| 2009年 | SBS          | 父の家                               | カン・ジェイル                                    |        |
| 2010年 | SBS          | ジャイアント                         | イ・ソンモ（少年時代）                            |        |
| 2011年 | KBS2         | ドリームハイ                         | ソン・サムドン                                    | [ 76 ] |
| 2012年 | KBS2         | ドリームハイ2                        | トップ俳優（第1話友情出演）                       | [ 77 ] |
| 2012年 | MBC          | 太陽を抱く月                         | イ・フォン                                        | [ 78 ] |
| 2013年 | SBS          | 星から来たあなた                     | ト・ミンジュン                                    | [ 79 ] |
| 2015年 | KBS2         | プロデューサー                       | ペク・スンチャン                                  |        |
| 2019年 | tvN          | ホテルデルーナ（ホテル・デル・ルナ） | ホテルブルームーン社長（最終回特別出演）          | [ 80 ] |
| 2020年 | tvN          | 愛の不時着                           | ウォン・リュファン/パン・ドング（第10話特別出演） | [ 81 ] |
| 2020年 | tvN          | サイコだけど大丈夫                   | ムン・ガンテ                                      | [ 82 ] |
| 2021年 | Coupang Play | ある日〜真実のベール（日本題）       | キム・ヒョンス                                    | [ 83 ] |
| 2024年 | tvN          | 涙の女王                             | ペク・ヒョヌ                                      | [ 84 ] |

## 演技以外の活動

### 芸能
| 年度   | 放送局           | 題目                                            | 役割           | 備考                                              | 参考          |
| ------ | ---------------- | ----------------------------------------------- | -------------- | ------------------------------------------------- | ------------- |
| 2009年 | KB               | ハッピーサンデー                                | レギュラー出演 |                                                   | [ 85 ]        |
| 2009年 | KMTV             | 少年少女 歌謡白書                               | MC             | ハン・スンヨンと共同進行                          | [ 86 ] [ 87 ] |
| 2011年 | KBS2             | ハッピートゥゲザー シーズン3                    | ゲスト出演     | 177回 (ドリームハイ特集)                          | [ 88 ]        |
| 2012年 | MBC              | セクションTV芸能通信                            | ゲスト出演     |                                                   | [ 89 ]        |
| 2012年 | tvN              | eNEWS                                           | ゲスト出演     | スペシャルインタビュー                            | [ 90 ]        |
| 2012年 | MBC              | セクションTV芸能通信                            | ゲスト出演     |                                                   | [ 91 ]        |
| 2012年 | MBC              | 現場トークショ タクシー                         | ゲスト出演     | 233〜234回                                        | [ 92 ]        |
| 2012年 | SBS              | SBSテレビ芸能                                   | ゲスト出演     |                                                   | [ 93 ]        |
| 2012年 | MBC              | セクションTV芸能通信                            | ゲスト出演     |                                                   | [ 94 ]        |
| 2012年 | SBS              | 日曜が良い - ランニングマン                     | ゲスト出演     | 102回                                             | [ 95 ]        |
| 2012年 | XTM              | STAR N' the CITY: ス・スカップル in New Zealand |                | ビーンポールアウトドア 広告撮影分(ペ・スジと出演) | [ 96 ]        |
| 2013年 | O'live           | マスターシェフ・コリア・セレブリティ            | ゲスト出演     | サプライズ出演                                    | [ 97 ]        |
| 2013年 | SBS              | ランニングマン                                  | ゲスト出演     | 147回 (イ・ヒョヌと出演)                          | [ 98 ]        |
| 2013年 | MBC              | ドキュメントスペシャル - 監督 ポン・ジュノ 編   | ナレーション   | 2013年 8月26日放送                                | [ 99 ]        |
| 2014年 | 江蘇衛星（中国） | 最強大脳                                        | ゲスト出演     | 11回>                                             | [ 100 ]       |
| 2014年 | 江蘇衛星（中国） | 帯看星星                                        | ゲスト出演     | 1回                                               | [ 101 ]       |
| 2017年 | MBC              | 無限挑戦                                        | ゲスト出演     | 533回；「ボーリングしよう、スヒョン」編           | [ 102 ]       |
| 2017年 | MBC              | 無限挑戦                                        | ゲスト出演     | 535回～536回；「探せ、おいしいご飯車」編          | [ 103 ]       |
| 2017年 | SBS              | SBSテレビ芸能                                   |                | with ソルリ                                       | [ 104 ]       |

### ラジオ
| 年度   | 放送局      | 題目                       | 役割       | 備考              | 参考 |
| ------ | ----------- | -------------------------- | ---------- | ----------------- | ---- |
| 2017年 | KBS Cool FM | イ・ホンギのKiss the Radio | ゲスト出演 | 2017年6月27日放送 |      |

### 公演及びスポーツ行事

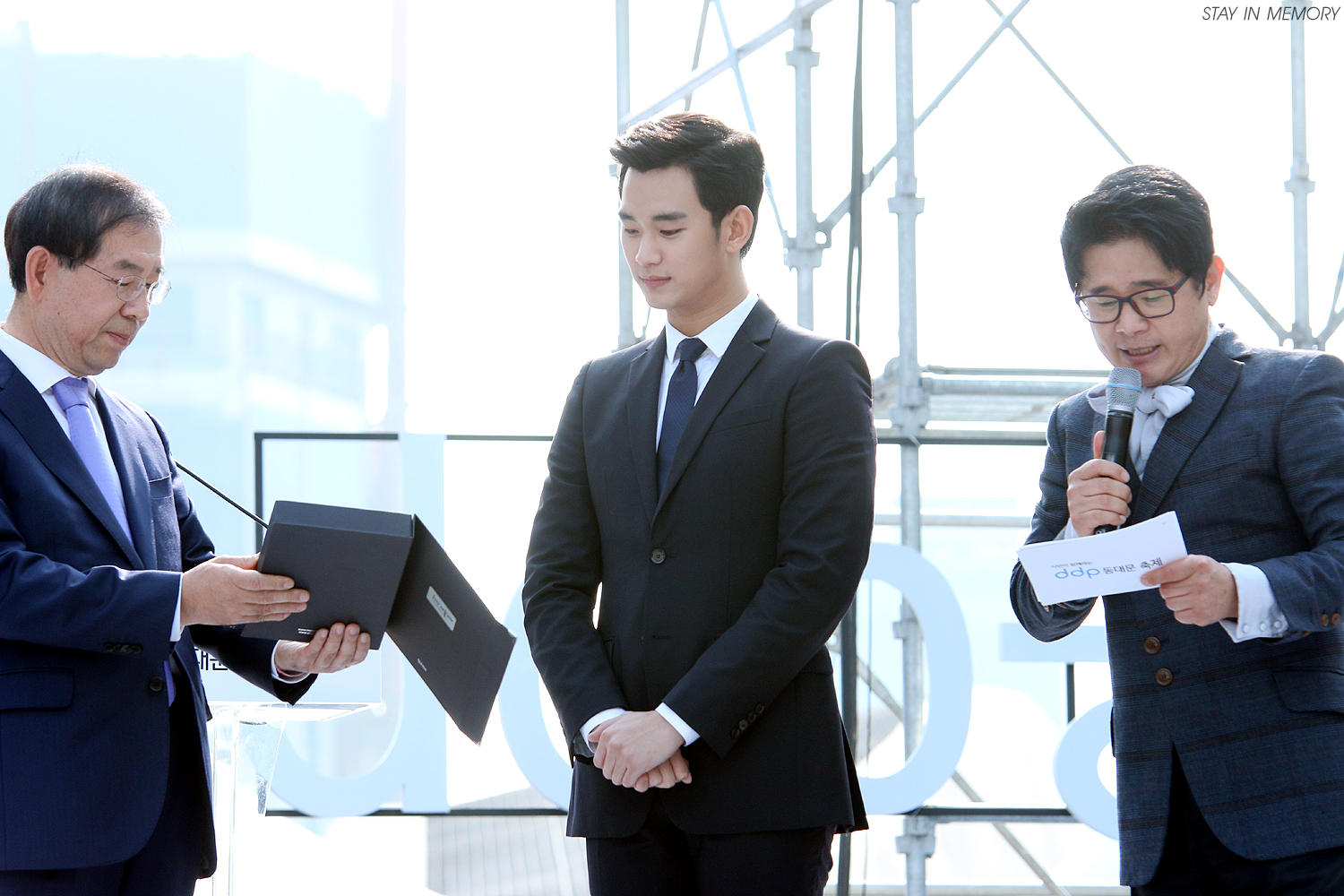
2014年10月 25日 ソウル市広報大使委嘱式でのキム・スヒョン.

| 年度   | 活動内容                                                             |
| ------ | -------------------------------------------------------------------- |
| 2010年 | SBS 演技大賞祝賀公演                                                 |
| 2011年 | KBS ドリームハイ スペシャルコンサート                                |
| 2011年 | Mnetエムカウントダウンスペシャルコンサート                           |
| 2011年 | KBSドリームコンサート スペシャルゲスト                               |
| 2011年 | 日本ドリームハイプレミアムイベント                                   |
| 2011年 | KBS演技大賞 祝賀公演                                                 |
| 2014年 | 第2回南京青少年オリンピック開幕式主題歌公演                          |
| 2014年 | 第17回アジアンゲーム開幕式貴賓パフォーマンス(チャン・ドンゴンと出演) |

### 音盤
| 年度   | 歌(曲)                                                     | 収録音盤                                 |
| ------ | ---------------------------------------------------------- | ---------------------------------------- |
| 2011年 | ドリームハイ (with テギョン, ウヨン, スジ , ウンジョン,IU) | ドリームハイOST                          |
| 2011年 | ドリーミング                                               | ドリームハイOST                          |
| 2011年 | ドリームハイ (日本語 Ver.)                                 | ドリームハイOST Japanese Premium Edition |
| 2011年 | ドリーミング (日本語 Ver.)                                 | ドリームハイOST Japanese Premium Edition |
| 2011年 | クレージー4S (with ウンジョン）                            | スピリッツCF 挿入曲                      |
| 2012年 | あなた一人（그대 한 사람）                                 | 太陽を抱く月OST                          |
| 2012年 | もう一つの道（또 다른 길）                                 | シングルアルバム                         |
| 2012年 | マリンボーイ                                               | サムソンノートブック CF 挿入曲           |
| 2012年 | ウィンターワンダーランド                                   | トゥレジュール CF 挿入曲                 |
| 2014年 | 君の家の前（너의 집앞）                                    | 星から来たあなたOST                      |
| 2014年 | 約束                                                       | 星から来たあなたOST スペシャル           |

### 広報大使

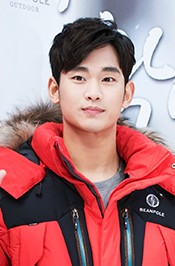
2014年 11月 21日 ビーンポールアウトドア、ファンサイン会でのキム・スヒョン.

| 年度   | 広報大使名                          | 参考    |
| ------ | ----------------------------------- | ------- |
| 2011年 | 第16回 韓国高陽国際花博覧会広報大使 |         |
| 2012年 | 韓国観光公社名誉広報大使            | [ 115 ] |
| 2012年 | 釜山ロッテホテル広報大使            |         |
| 2014年 | 中央大学校広報大使                  |         |
| 2014年 | ソウル特別市広報大使                |         |
| 2015年 | 仁川国際空港名誉広報大使            |         |
| 2016年 | パラダイスシティ 広報大使           |         |

### 広告
| 年度           | 広告主 | ブランド名（種類） | 国家                                                                           | 参考                                                    |
| -------------- | --- | --- | ------------------------------------------------------------------------------ | ------------------------------------------------------- |
| 2010年         | (株)アイビークラブ ロッテ製菓 ロッテ七星飲料 MKトレンド | アイビークラブ (学生服) ソレイム「ときめき」(アイスクリーム) 2% 不足するとき (飲料) Andew (衣類) | 韓国                                                                           | [ 119 ] [ 120 ] [ 121 ] [ 122 ]                         |
| 2011年         | クリニックコリア SKテレコム 韓国 P&G | クリニック (化粧品) アイフォン 4 (移動通信) TJ ツイートジョッキー(移動通信) Tローミング ワンパス 4G LTE SK-II ピテラ エッセンス(化粧品) | 韓国                                                                           | [ 123 ] [ 124 ]                                         |
| 2011年〜2012年 | スピリッツ キャノンコリア ドミノコリア | スピリッツ (スポーツ衣料) キャノンエクセス (カメラ) ドミノピザ(ピザ) | 韓国                                                                           |                                                         |
| 2012年         | LSネットワークス 韓国ヤクルト OBビール 韓国ロマンソン | プロスペックスW キャンペーン (運動靴) R&B (清飲料) CASSフレッシュ (ビール) J.ESTINA (ジュエリー) | 韓国                                                                           | [ 125 ] [ 126 ] [ 127 ] [ 128 ] [ 129 ]                 |
| 2012年〜2013年 | 三星電子 ピジョン 三星電子 CJ プドゥビル | プレミアムノートブック 'ニューシリーズ9' (ノート PC) ピジョンシルクキス (繊維柔軟剤) SMART プリンタージャンプ (プリンター) VIPS(フランチャイズ 外食産業) | 韓国                                                                           | [ 130 ] [ 131 ] [ 132 ] [ 133 ]                         |
| 2012年〜2014年 | CJ第一財団 ロッテリア | プティジェル (食飲料) Angel-in-us (フランチャイズ コーヒー専門店) | 韓国                                                                           | [ 134 ]                                                 |
| 2012年〜2015年 | LG生活健康 | BEYOND (化粧品) | 韓国                                                                           | [ 135 ]                                                 |
| 2012年〜2016年 | 三星物産 第一ウール 新星通産 CJ フードビル | ビーンポールアウトドア (launchingモデル) ZIOZIA (男性正装) トゥレジュール (フランチャイズ製菓製パン店) | 韓国                                                                           | [ 136 ] [ 137 ] [ 138 ]                                 |
| 2013年〜2014年 | ロッテ資産開発 オリオン CKカルビンクライン コリア | ロッテピートイン (ショッピングモール) ポッカチップ (スナック) カルビンクラインジーンズ(衣類) | 韓国                                                                           | [ 139 ]                                                 |
| 2014年         | サムソナイト | サムソナイトレッド (カバン) | 韓国·中国                                                                      | [ 140 ] [ 141 ]                                         |
| 2014年〜2015年 | FILA ロッテグループ | FILA (スポーツウエア) ロッテ百貨店 (ショッピングモール) | 韓国 韓国·中国                                                                 | [ 142 ]                                                 |
| 2014年〜2016年 | 慶南製薬 ハナ金融グループ コカコーラ チャイナ 現代自動車 三星電子 (株)Nature's Bounty (株)テンセント (株)森馬 伊利グループ (株)ゼネラル ミルス (株)LG生活健康 恒大グループ (株)チョンホナイス ロッテグループ 株式会社 カフェベネ マジュ チャイナ (株)ソフダッコム ピザハット 黒牛食品 | レモナ(ビタミン) ハナ銀行 (金融) コカコーラ (飲料) ix25 (自動車) 三星電子 (家電製品) Galaxy S5 (スマートフォン) ネイチャー バウンティ(健康補助食品) テンセントモバイル (ITメーカー) ションマ (衣類) イリ(乳製品) ハーゲンダッツ(アイスクリーム) ザ・フェイスショップ(化粧品) 恒大冰泉(飲料) チョンホナイス フィカフェ(浄水器) ロッテ免税店(流通) カフェベネ(コーヒー) DAVEチョコレート ソフダッコム ピザハット(フランチャイズ ピザ店) TAKI (飲料) | 韓国 中国 中国·台湾·香港 中国 中国·台湾·シンガポール·フィリピン 中国 韓国 中国 | [ 143 ] [ 144 ] [ 145 ]                                 |
| 2015年〜2016年 | エギョンクループ | チェジュ航空(低費用航空社) | アジア全域                                                                     |                                                         |
| 2015年〜2017年 | COCKOO電子 | COCKOO炊飯器 | 韓国                                                                           | [ 146 ]                                                 |
| 2015年〜2017年 | COCKOO電子 | COCKOO空気清浄機 | 韓国                                                                           | [ 147 ]                                                 |
| 2016年～2017年 | COCKOO電子 | COCKOO浄水器 | 韓国                                                                           | [ 148 ]                                                 |
| 2016年～2017年 | 仁川国際空港社 | 仁川国際空港 | 韓国                                                                           | [ 149 ]                                                 |
| 2016年〜2018年 | パラダイスグループ | パラダイスシティ カジノ | 韓国                                                                           | [ 150 ]                                                 |
| 2016年〜       | Gichancy | 化粧品 | 中国                                                                           |                                                         |
| 2017年～       | Blomberg（신영에스디㈱） | 衣料乾燥機 | 韓国                                                                           | [ 151 ]                                                 |
| 2017年～       | ㈱モードゥツアー | 旅行社 | 韓国                                                                           | [ 152 ]                                                 |
| 2019年〜       | ㈱MSCO | DPC（ホームケア美容ブランド） | アジア全域                                                                     | [ 153 ]                                                 |
| 2020年〜       | Swatch Group ハナ金融グループ HK inno.N (株)サンバンウール (株)COSRX (株)ポスコ建設 (株)エスジェイタブリューインターナショナル 追捧 ㈱韓国人参公社 | MIDO(スイス腕時計ブランド） ハナ銀行（金融） Nutine(健康機能食品） TRY（衣料） COSRX(化粧品) THE SHARP（マンション） シウォンスクール（総合外国語教育企業） 追捧ミルクティ DONGINBI(紅参コスメ） | 韓国 中国                                                                      | [ 154 ] [ 155 ] [ 156 ] [ 157 ] [ 158 ] [ 159 ] [ 160 ] |
| 2021年~        | （株）メディコタスPVH Corp. | Barudak(食材ブランド)TOMMY HILFIGER | 韓国                                                                           | [ 161 ] [ 162 ]                                         |

## 雑誌
| 年度 | 雑誌名              | 月号                | 参考    |
| ---- | ------------------- | ------------------- | ------- |
| 2012 | COSMOPOLITAN        | 1月号               | [ 163 ] |
| 2012 | ＠STYLE             | 5月号               | [ 164 ] |
| 2012 | Harper's BAZAAR     | 5月号               | [ 165 ] |
| 2012 | 10＋STAR            | 5月号               | [ 166 ] |
| 2012 | KPOP LIFE MAGAZINE  | 5/6月号             | [ 167 ] |
| 2013 | VOGUE JAPAN         | 6月号               | [ 168 ] |
| 2013 | GRAZIA              | 12号 （8月5日発売） | [ 169 ] |
| 2014 | Esquire             | 3月号               | [ 170 ] |
| 2014 | marie claire Korea  | 5月18日発売         | [ 171 ] |
| 2014 | ELLE MAN Hongkong   | 5月28日発売         |         |
| 2014 | marie claire Taiwan | 6月5日発売          |         |
| 2014 | me！ Hongkong       | 6月6日発売          |         |
| 2014 | femina China        | 6月10日発売         |         |
| 2017 | MAGAZINE M          | 220号               | [ 172 ] |
| 2021 | VOGUE KOREA         | 4月号               | [ 173 ] |

## 受賞歴

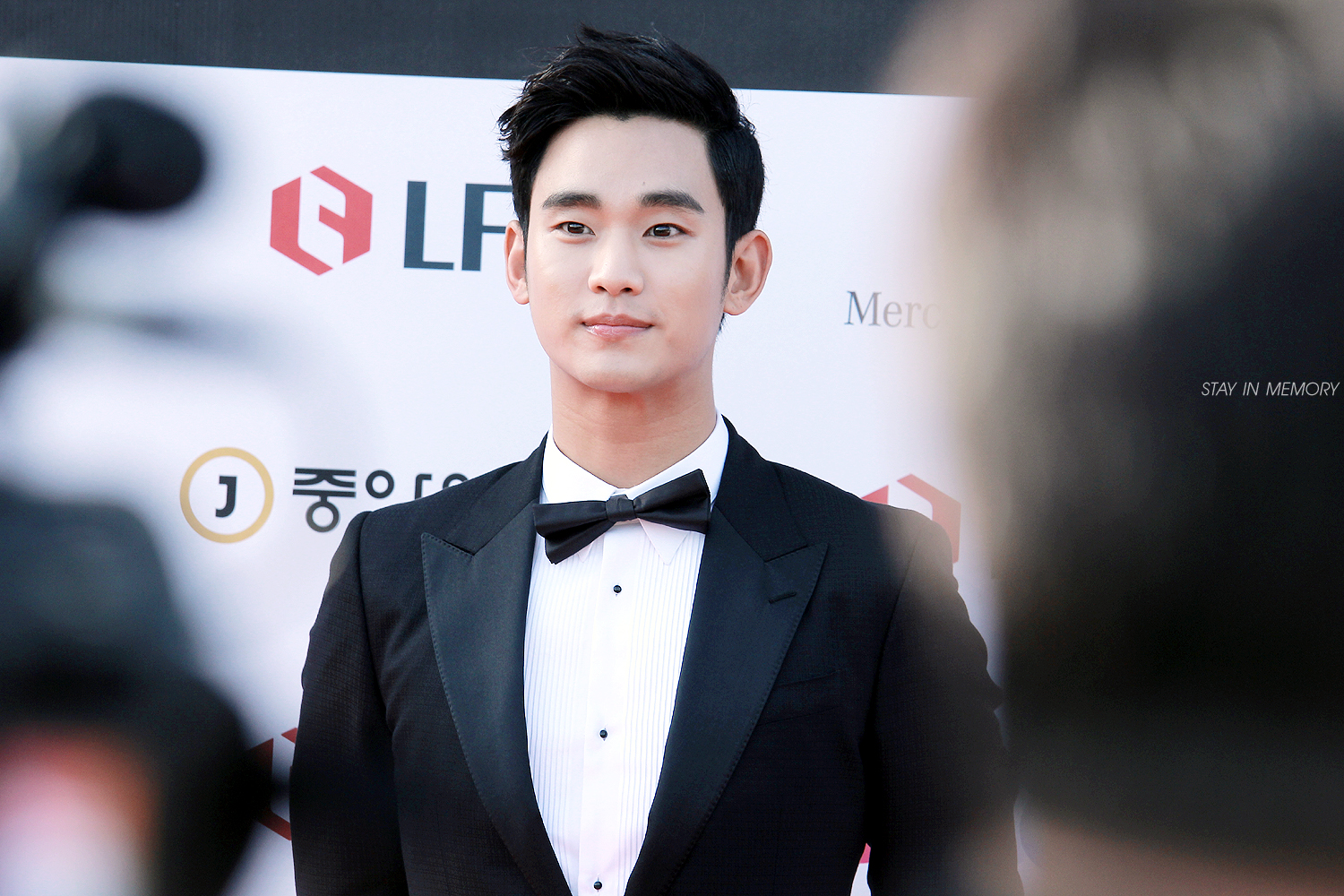
2014年 5月 27日 百想芸術大賞 授賞式での キム・スヒョン.

### テレビドラマ
KBS演技大賞
- 2011年　男性新人演技賞（ドリームハイ）
- 2011年　男性人気賞（ドリームハイ）
- 2011年　ベストカップル賞（ドリームハイ）
- 2015年　大賞・ネチズン賞・ベストカップル賞（プロデューサー）[174]

SBS演技大賞
- 2010年　ニュースター賞（ジャイアント）[175]
- 2014年　中篇ドラマ部門男性最優秀演技賞・ネチズン人気賞・10大スター賞・ベストカップル賞（星から来たあなた）[176]

MBC演技大賞
- 2012年　ミニシリーズ部門最優秀演技賞（太陽を抱く月）[177]
- 2012年　男性人気賞（太陽を抱く月）[178]

百想芸術大賞
- 2012年　TV部門男性最優秀演技賞（太陽を抱く月）[179][180]
- 2014年　TV部門男性人気賞（星から来たあなた）[181]
- 2024年　TV部門男性人気賞(涙の女王)

コリアドラマアワード
- 2011年　男性新人賞・人気賞（ドリームハイ）[182]
- 2014年　大賞・韓流ホットスター賞（星から来たあなた）[183]
- 2015年　大賞・韓流ホットスター賞（プロデューサー）

ソウルドラマアワード
- 2014年　韓流ドラマ男性演技者賞（星から来たあなた）[184]
- 2014年　ネチズン人気賞（星から来たあなた）[185]

APAN STAR AWARDS
- 2012年　男性優秀演技賞（太陽を抱く月）
- 2014年　中篇ドラマ部門男性最優秀演技賞・韓流スター賞（星から来たあなた）
- 2015年　大賞（プロデューサー）[186]
- 2020年　人気賞（サイコだけど大丈夫）[187]

スタイルアイコンアジア
- 2011年　ニューアイコン賞　[188]
- 2014年　スタイルアイコン賞

Mnet 20's Choice
- 2012年　20'sドラマ男性スター賞[189]
- 2012年　20's ブルーカーペット Popularity Award（太陽を抱く月）[190]

Asia Artist Awards
- 2020年　今年の俳優（ドラマ部門）大賞・Hot Issue賞[191][192]

### 映画
青龍映画賞
- 2012年　人気スター賞（10人の棒たち）[193]

富川国際ファンタスティック映画祭
- 2013年　ファンタジアアワード（シークレット・ミッション）[194][195]

大鐘賞
- 2015年　人気賞

百想芸術大賞
- 2014年　映画部門男性新人演技賞（シークレット・ミッション）[196]
- 2014年　映画部門男性人気賞（シークレット・ミッション）[197]

### その他
2011年　
- 第6回アジアモデル授賞式　CFモデル賞　[198]
- 第27回コリアベストドレッサー　スワンアワード　タレント部門ベストドレッサー賞　[199]
- 第4回スカパーアワード　韓流華流賞　[200]

2012年
- Nickelodeonコリア　キッズチョイスアワード　好きな男性俳優賞
- 第39回韓国放送大賞　タレント演技者賞　[201]
- 第3回大韓民国大衆文化芸術賞　文化体育観光部長官表彰　[202][203]

2013年　
- 第10回ソウル映像広告祭　今年のモデル賞[204]
- 第17回富川国際ファンタスティック映画祭　ファンタジアアワード賞（シークレット・ミッション）[205]
- コスモビューティーアワード　アジアドリームスター賞[206]

2014年　
- 第2回マリクレールアジアスターアワード（釜山国際映画祭）　アジアスター賞[207]
- 東京ドラマアワード　アジア最高俳優賞　[208]
- 第5回大韓民国大衆文化芸術賞　国務総理表彰

2015年
- 第15回ファジョンアワード　グローバル最高男性ドラマ俳優賞（星から来たあなた）[209]
- 韓国映画俳優協会スターの夜　大韓民国を輝かせた人気スター賞
- 2015国家ブランドカンファレンス　国家ブランド賞　文化部門　[210][211]

2016年
- 大韓民国マーケッティング大賞　国民ブランド　国民ブランド賞タレント部門

2017年
- 大韓民国ポストブランド大賞　韓流スター部門